# Pierre Mignot
Pour l’article homonyme, voir Pierre Mignot (rugby à XV).
Pierre Mignot est un directeur de la photographie canadien né en 1944 à Montréal (Canada).  Il est surtout connu pour ses nombreuses collaborations avec Jean Beaudin, Léa Pool et Robert Altman.

## Biographie
Pierre Mignot commence sa carrière de directeur de la photographie au milieu de la décennie 1960 en travaillant d'abord chez Delta Films, puis à l'Office National du Film du Canada.  Il tourne notamment des courts et moyen métrages avec André Mélançon (Le Violon de Gaston, Les Tacots) et Jean Beaudin (Cher Théo).  C'est aussi avec Jean Beaudin que Mignot tourne J.A. Martin photographe, qui sera présenté au Festival de Cannes en 1977.  Mignot et Beaudin auront l'occasion de refaire équipe, notamment sur Cordélia en 1980, Mario en 1984 et Sans elle en 2006.
En 1979, Mignot signe la direction photo de Quintet, un film de science-fiction que Robert Altman vient tourner à Montréal.  Ce sera le début d'une longue collaboration : Mignot et Altman travailleront ensemble à neuf autres reprises.  Mignot est aussi un collaborateur fréquent de Léa Pool (Anne Trister en 1986, À Corps perdu en 1988, Le Papillon bleu en 2004) et Louis Bélanger (Route 132 en 2010, Les Mauvaises Herbes en 2016).  C'est également Mignot qui signe les images de C.R.A.Z.Y., un film de Jean-Marc Vallée qui connaît un bon succès tant au Québec qu'en Europe.

## Filmographie

### Cinéma
- 1970 : L'Homme nouveau
- 1970 : 10 Miles/Hour
- 1971 : Présenter le pays aux gens d'ici et d'ailleurs
- 1971 : Pizzagone
- 1971 : Le Grand film ordinaire
- 1972 : Les Taudis
- 1972 : Le Sol urbain
- 1972 : Les Rives
- 1972 : Rénovation urbaine
- 1972 : Réhabilitation des habitations
- 1972 : Où va la ville ? (1re partie)
- 1972 : Où va la ville ? (2e partie)
- 1972 : Locataires et propriétaires
- 1972 : Le Labyrinthe
- 1972 : Les Indrogables
- 1972 : Griffintown
- 1972 : Entretien avec Henri Lefebvre
- 1972 : Concordia I
- 1972 : Concordia II
- 1972 : L'Automobile)
- 1972 : L'Attitude néerlandaise
- 1972 : Québec : Duplessis et après…
- 1973 : Trois fois passera
- 1973 : Des armes et les hommes
- 1973 : Sous le vent
- 1974 : Le Violon de Gaston
- 1974 : Les Tacots
- 1974 : Par une belle nuit d'hiver
- 1974 : C'est votre plus beau temps !
- 1975 : Histoire de pêche
- 1975 : Denyse Benoît, comédienne
- 1975 : Cher Théo
- 1975 : Une nuit en Amérique
- 1975 : Ntesi nana shepen 1
- 1976 : Les Vieux amis
- 1976 : Monsieur Journault
- 1976 : Rose et Monsieur Charbonneau
- 1976 : La Veillée des veillées
- 1977 : La P'tite violence
- 1977 : J.A. Martin photographe
- 1977 : Surtout l'hiver
- 1977 : Jeux de la XXIe olympiade
- 1978 : Les Vrais perdants
- 1978 : Santa Gertrudis, la première question sur le bonheur
- 1979 : Canada Vignettes: December Lights
- 1979 : La Loi de la ville
- 1979 : La Toile d'araignée
- 1980 : Cordélia
- 1980 : Fuir
- 1980 : La Bien-aimée (The Beloved) (court métrage)
- 1980 : L'Espace d'un été
- 1980 : L'Affaire Coffin
- 1981 : Fermont, P.Q.
- 1982 : Reviens Jimmy Dean, reviens (Come Back to the Five and Dime, Jimmy Dean, Jimmy Dean), de Robert Altman
- 1982 : Une journée en taxi
- 1983 : Lucien Brouillard
- 1983 : Maria Chapdelaine
- 1983 : Streamers
- 1984 : Mario
- 1984 : Secret Honor
- 1985 : Fool for Love
- 1986 : La Bioéthique : une question de choix - L'homme à la traîne
- 1986 : The Boy in Blue de Charles Jarrott
- 1986 : Anne Trister
- 1987 : Beyond Therapy
- 1987 : Vous avez dit dingues ? (O.C. and Stiggs)
- 1987 : Un sketch (Aria)
- 1988 : À corps perdu
- 1989 : Cruising Bar
- 1990 : Rafales
- 1991 : Amoureux fou de Robert Ménard
- 1991 : Mal de blocs
- 1992 : La Vie fantôme
- 1992 :  Montréal vu par… (segment Rispondetemi de Léa Pool)
- 1994 : Mouvements du désir
- 1994 : C'était le 12 du 12 et Chili avait les blues
- 1994 : Les Mots perdus
- 1994 : Prêt-à-porter
- 1996 : Sous-sol
- 1997 : Tu as crié: Let me go
- 1998 : Alegría
- 1998 : Nô
- 1999 : Ladies Room
- 1999 : L'Île de sable
- 2000 : À l'aube du sixième jour (The 6th Day)
- 2000 : Les Muses orphelines
- 2004 : Le Papillon bleu (The Blue Butterfly)
- 2004 : Le Gant
- 2004 : Ma vie en cinémascope
- 2005 : C.R.A.Z.Y.
- 2006 : Un dimanche à Kigali
- 2006 : Sans elle
- 2010 : La Dernière Fugue
- 2016 : Les Mauvaises Herbes
- 2019 : Vivre à 100 milles à l'heure de Louis Bélanger

### Télévision
- 1985 : The Laundromat : L'Affaire des Panama Papers
- 1987 : Basements
- 1992 : Shehaweh
- 1993 : Embrasse-moi, c'est pour la vie
- 1995 : Disparu (Vanished)
- 1995 : Hiroshima
- 1996 : Danielle Steel: Un si grand amour (No Greater Love)
- 1996 : À force d'aimer (Everything to Gain)
- 1997 : L'Enfant des Appalaches
- 1997 : Les Orphelins de Duplessis
- 1999 : P.T. Barnum
- 2000 : Noriega : L'Élu de Dieu (Noriega: God's Favorite)
- 2002 : L'Autre Côté du rêve (Lathe of Heaven)
- 2003 : Choice: The Henry Morgentaler Story
- 2003 : La Prison de glace (Ice Bound: A Woman's Survival at the South Pole)

## Récompenses et Nominations

### Récompenses
- 2005 - Prix Jutra pour la meilleure direction de la photographie : Le Papillon bleu.
- 2006 - Prix Jutra pour la meilleure direction de la photographie : C.R.A.Z.Y..
- 2007 - Prix Albert-Tessier
- 2019 - lauréat du prix Iris-Hommage[1]

### Nominations
- 1999 - Prix Jutra pour la meilleure direction de la photographie : Nô